# (18412) Kruszelnicki
(18412) Kruszelnicki est un astéroïde de la ceinture principale.

## Description
(18412) Kruszelnicki est un astéroïde de la ceinture principale. Il fut découvert le 13 juin 1993 à Siding Spring par Robert H. McNaught. Il présente une orbite caractérisée par un demi-grand axe de 3,04 UA, une excentricité de 0,08 et une inclinaison de 11,7° par rapport à l'écliptique.

## Compléments